# Even de Vannes
Even de Vannes (mort en 1143) est évêque de Vannes vers 1132, jusqu'à sa mort en 1143 

## Contexte
Even, 30e évêque de Vannes, apparaît dans une charte du chapitre général de sa cathédrale du 30 décembre 1137.
Il meurt en 1143 selon la chronique de l'abbaye Saint-Gildas de Rhuys : « MCXLIII Evenus Epicopus Venetensis moritur. Ordinario Rodaldi Episcopus Venetensis ». L'abbé Rouaud, fondateur de l'abbaye Notre-Dame de Lanvaux, lui succède.

## Sources
- (la) Jean-Barthélemy Hauréau, Gallia Christiana, vol. XIV Provincia Turonensi, Paris, Firmin-Didot, 1856, p. 924 Ecclesia Venetensis XXX Even.
- « Les évêques de Vannes », Nantes, Revue de Bretagne et de Vendée (sous la direction d'Arthur de la Borderie), 1865 (1er semestre), p. 169-200